# Fitzwillia
Fitzwillia là một chi thực vật có hoa trong họ Cúc (Asteraceae).

## Loài
Chi Fitzwillia gồm các loài: